# إسحاق هلاتشوايو
إسحاق هلاتشوايو (بالإنجليزية: Isaac Hlatshwayo)‏ مواليد 4 أكتوبر 1977 في ليمبوبو، جنوب أفريقيا، هو ملاكم محترف جنوب أفريقي يصنف ضمن فئة وزن الوسط.

## المسيرة الاحترافية
من نزالاته:
- انتصر على كاسيوس بالوي (31-08-2005).
- انتصر على فيليب إندو (22-05-2004).

## إحصائيات
خاض خلال مسيرته 38 نزالا، فاز في 30 وتعادل في 1 وخسر في 6. فاز بالضربة القاضية في 10 نزالا.

## روابط خارجية
- إسحاق هلاتشوايو على موقع بوكس ريك (الإنجليزية) (registration required)